# Xanthocalanus antarcticus
Xanthocalanus antarcticus is een eenoogkreeftjessoort uit de familie van de Phaennidae. De wetenschappelijke naam van de soort is voor het eerst geldig gepubliceerd in 1908 door Wolfenden.